# اتریش-مجارستان
اتریش-مجارستان پادشاهی دوگانه‌ای بود که از سال ‎۱۸۶۷–۱۹۱۸ در اروپای مرکزی سیطره داشت. این کشور از اتحاد امپراتوری اتریش و پادشاهی مجارستان به وجود آمد.

## تاریخ
به موجب سازش ۱۸۶۷، امپراتوری اتریش به اتریش (سرزمین‌هایی که در پارلمان امپراتوری نماینده داشتند) و مجارستان تقسیم گردید. هر دو کشور یک نخست‌وزیر و یک پارلمان داشتند، ولی از هر پارلمان ۶۰ نماینده به دعوت امپراتور-پادشاه، در بوداپست یا وین گرد می‌آمدند و مستقل از یکدیگر مسائل مشترک اتریش-مجارستان را مورد بحث قرار می‌دادند.
این سازش آلمانی‌زبان‌های ساکن اتریش و مجارها را به هم نزدیک کرد، اما موجب رضایت خاطر رومانیایی‌ها، اسلاوها و ایتالیایی‌های ساکن امپراتوری که با هم اکثریت سکنه مملکت را تشکیل می‌دادند، نشد. این اقوام با اصرار تمام هواخواه ایجاد حکومت فدرالیسم بودند. در خارج، اتریش با آلمان مصالحه کرد و پس از اتحاد با آن در سال ۱۸۷۹ ناحیه بوسنی و هرزگووین را گرفت. سیاست خارجی این امپراتوری متکی به اتحاد با آلمان و سپس اتحاد با ایتالیا بود و با روسیه و صربستان مخالفت می‌شد، چون صربستان مرکز فعالیت‌های خطرناک اسلاوهای امپراتوری به‌شمار می‌رفت.
اتریشی‌ها درصدد بودند با رسمیت بخشیدن به حاکمیت خود بر دو ایالت بوسنی و هرزگوین آن‌ها را از سلطه امپراتوری عثمانی بیرون کنند و در عین حال به این وسیله، ملی‌گرایان اسلاو را از اتحاد با یکدیگر دلسرد سازند. در ۲۸ ژوئن ۱۹۱۴ آرشیدوک فرانتس فردیناند ولیعهد اتریش-مجارستان و همسرش در سارایوو به دست یک متعصب صرب که تبعهٔ اتریش بود کشته شدند. در نتیجه در ۲۸ ژوئیه ۱۹۱۴ اتریش به صربستان اعلان جنگ داد که باعث آغاز جنگ جهانی اول شد.
با مرگ فرانتس یوزف در ۱۹۱۶، جانشین او کارل وعدهٔ اصلاحاتی در قانون اساسی را داد ولی حمایت متفقین از تجزیهٔ اتریش-مجارستان، فروپاشی آن را گریزناپذیر ساخت. معاهده‌های سنت ژرمن و تریانون رسماً انحلال دوگانه را تأیید کردند.